# Basle de Verzy
Saint Basle, dit de Verzy, est un saint catholique du VIe siècle, ermite, originaire d'Aquitaine première, et évangélisateur de la Champagne et de la Lorraine.

## Hagiographie

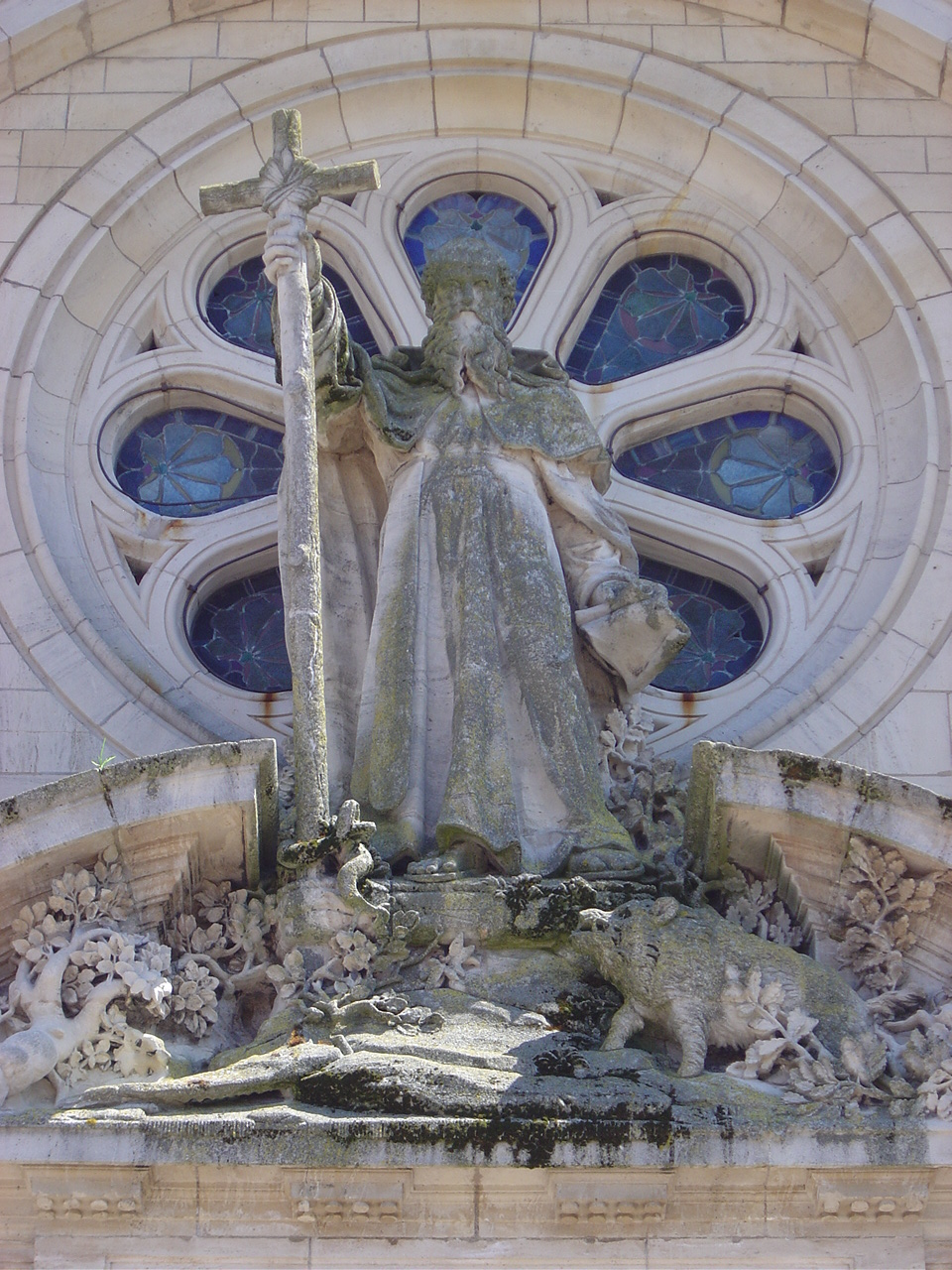
Statue de Saint Basle à Dombasle-sur-Meurthe (Victor Huel).

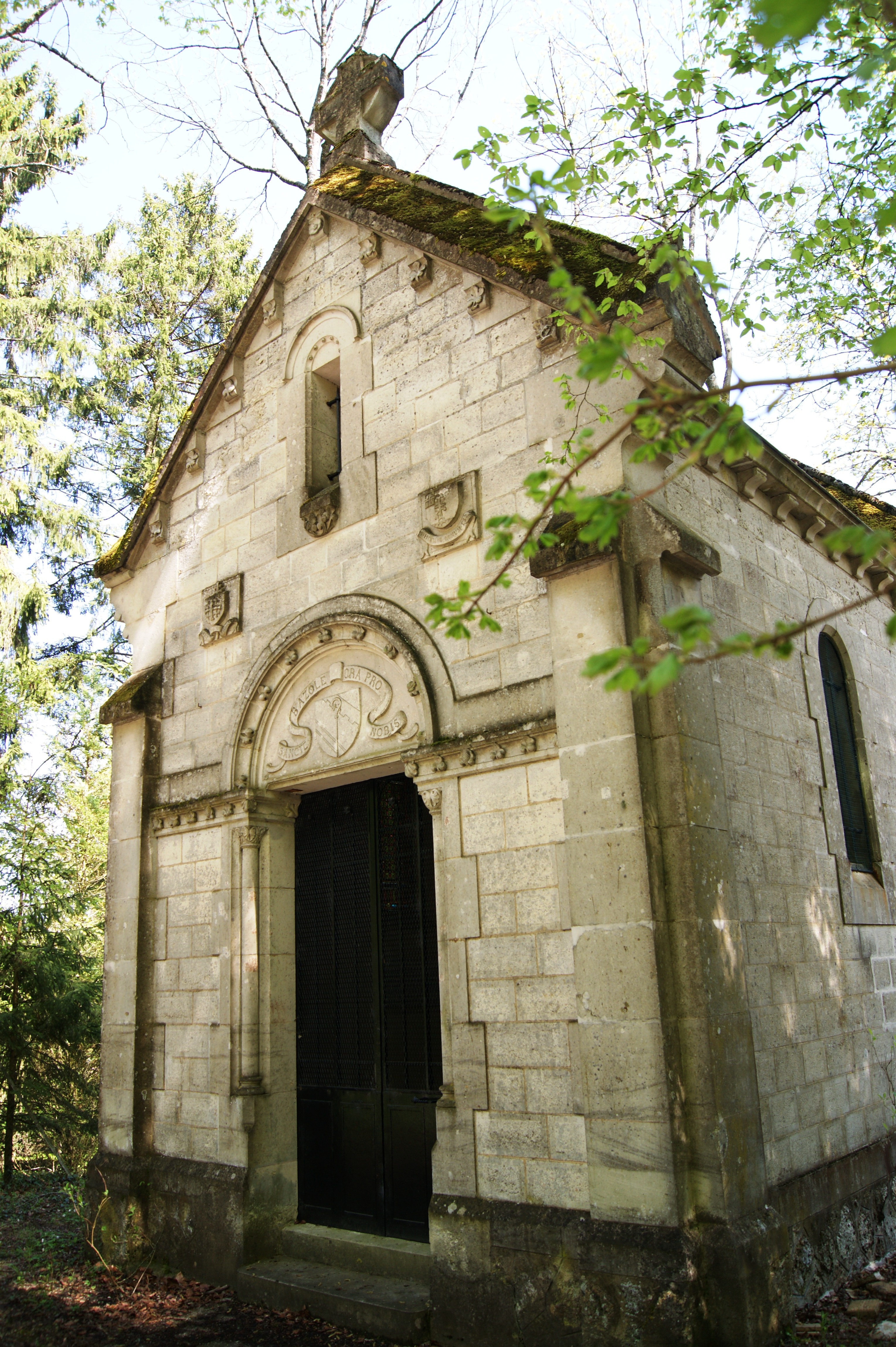
Chapelle de Basle de Verzy.

Saint Basle naquit dans la région de Limoges aux environs de l'an 555. Ce que l'on sait de sa vie vient d'Adson, abbé de Montier-en-Der et de Mabillon qui a parlé de Basle dans les Acta Sanctorum ordinis Sancti Benedicti (Vies des Saints de l'ordre de saint Benoît).
Il était encore chez ses parents, quand Egidius, évêque de Reims vint leur rendre visite, et leur parla de saint Remi et du culte rendu à ce saint dans sa ville. En entendant ces récits, Basle décida de quitter son pays et de rejoindre l'abbaye rémoise qui gardait le tombeau du saint.
C'est donc là qu'il effectua son temps de noviciat, avant d'intégrer le monastère de Verzy. Ses frères, observant ses immenses qualités humaines et religieuses souhaitaient le nommer supérieur, mais Basle refusa, préférant la vie d'ermite. Il se retira donc dans un vallon sauvage, où il se construisit un oratoire et une cellule.
À cette époque, le christianisme n'avait pas pris place sur tout le territoire, et le paganisme était encore bien vivace. Les habitants honoraient les sources, les roches, les bois, et n'avaient pas encore entendu parler des Évangiles. Saint Basle prit alors son bâton de pèlerin, et entreprit d'aller évangéliser les paysans alentour.
S'installant aux abords d'une source vénérée, il y menait une vie de prière, de pénitence, et de service aux gens, entraînant la curiosité des habitants, qui rapidement devenaient familiers du lieu. C'est ainsi qu'il leur annonçait la Bonne Nouvelle, élevait une croix à l'endroit où il prêchait, et parvenait à de nombreuses conversions. Ensuite, il repartait plus loin, construisait un nouvel oratoire, et recommençait.
En cela, il suivait les conseils du pape Grégoire le Grand qui disait :
« Toutes les fois que vous trouverez un temple païen, une idole, élevez auprès une église, afin que les païens accoutumés à venir déposer leurs offrandes, continuent de venir en ce lieu, mais pour y adorer le Seigneur à la place de leurs vaines divinités. Il n'est pas nécessaire de détruire les temples, il suffit d'en changer l'usage. ».
Toujours fidèle à la mémoire de saint Remi, il érigeait en son honneur des petites chapelles, et en parlait longuement à ses nouvelles ouailles. Il traversa ainsi tout l'est de la France, depuis Reims jusqu'à Nancy en passant par Vittel et Mirecourt, parsemant son périple de chapelles et d'oratoires dont la survivance des noms attestent de son périple apostolique.
Estimant sa mission remplie, saint Basle revint en Champagne, vers son premier ermitage, où il mourut le 25 novembre 630.

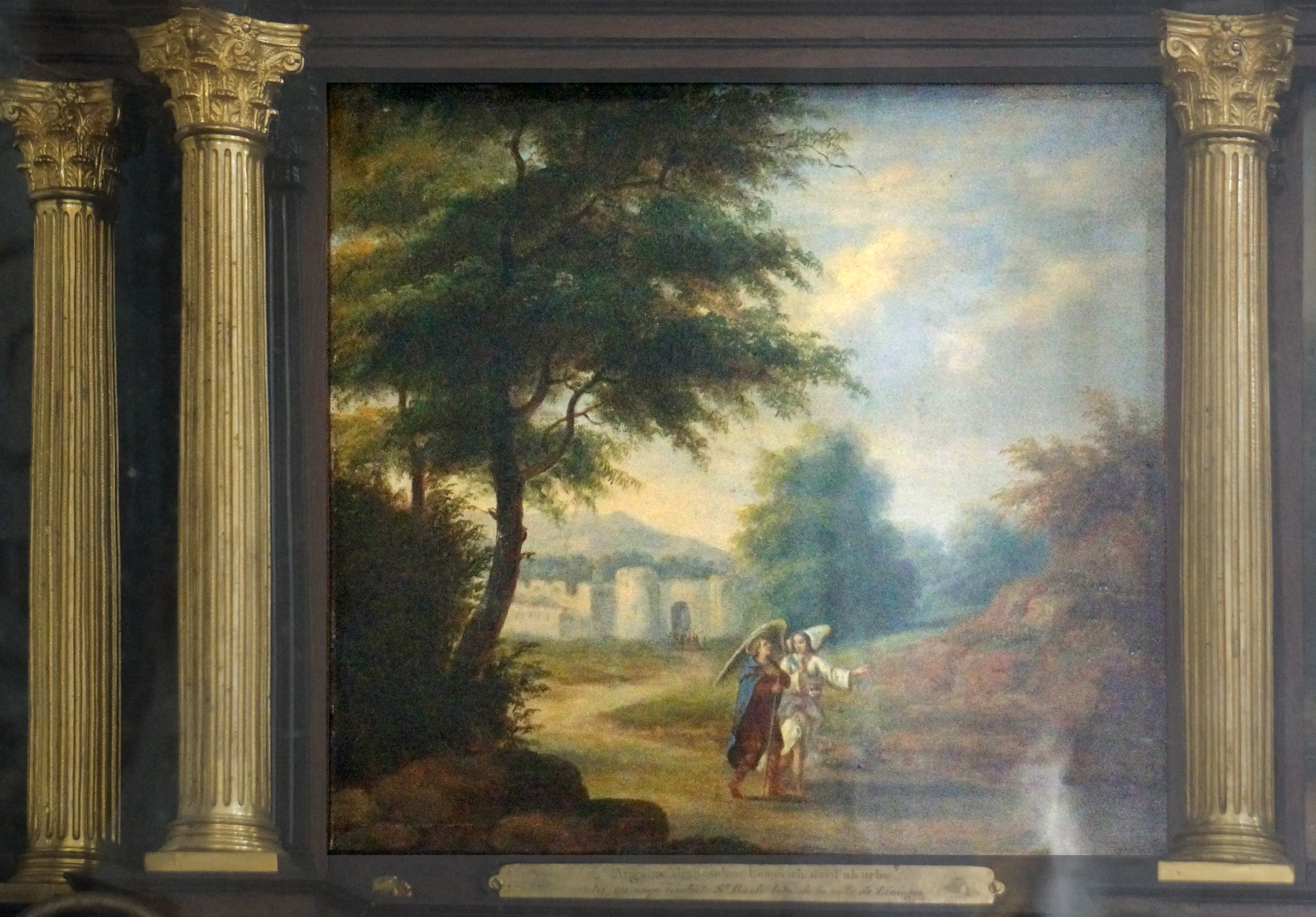
Peinture, Basle en l'église de Verzy.
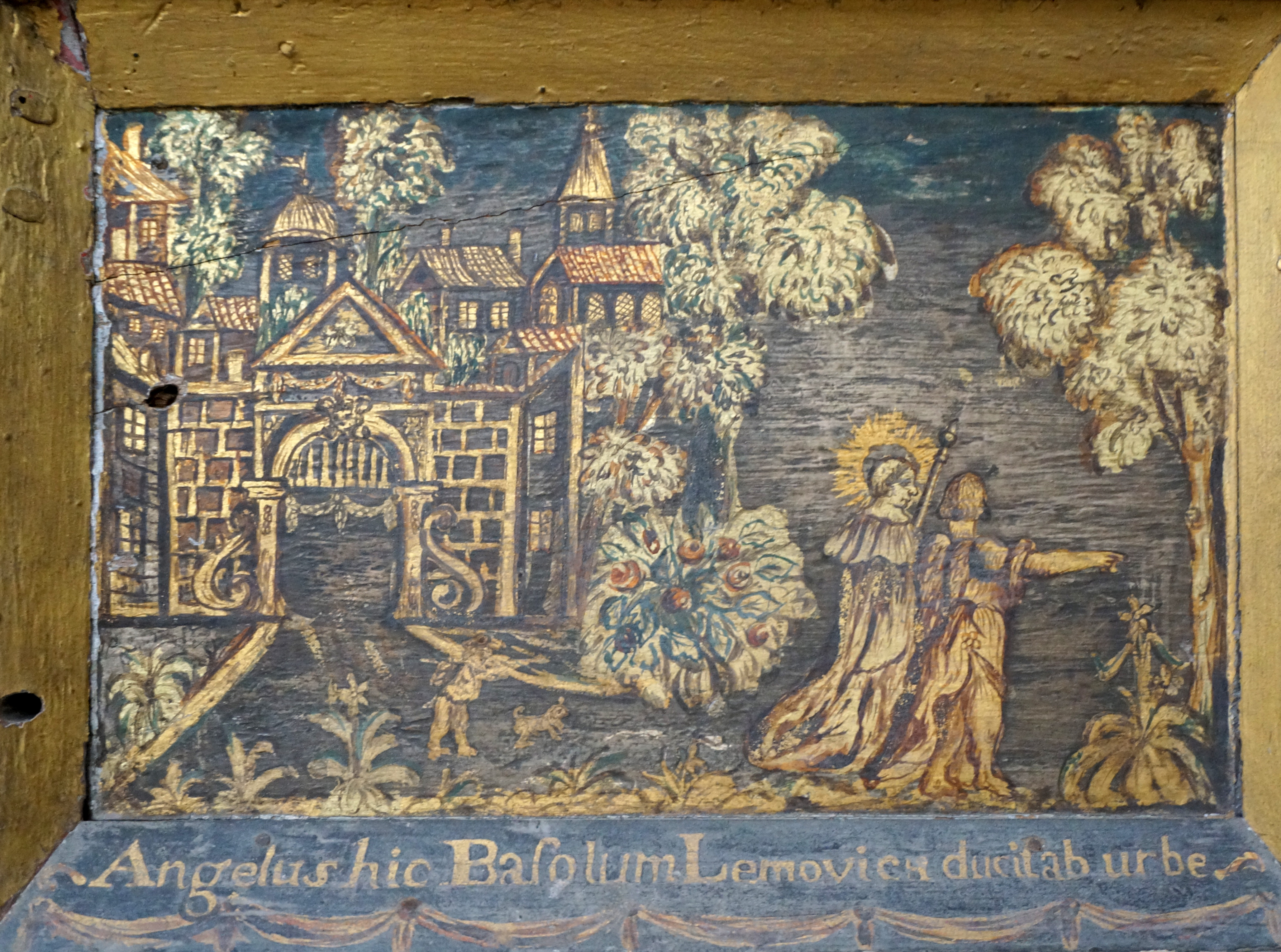
Peinture, Basle en l'église de Verzy.

## Vénération
Plusieurs miracles se produisirent en ce lieu, ce qui rendit saint Basle de plus en plus célèbre, à tel point que plusieurs années après, les moines de Verzy érigèrent un nouveau monastère autour de sa tombe, qui prit le nom d'abbaye Saint-Basle. Ils construisirent aussi une église pour y abriter les reliques du saint. Et, tous les ans, le lundi de Pentecôte, la châsse de saint Basle était amenée solennellement à la cathédrale de Reims.
Le culte de saint Basle s'est poursuivi jusqu'à la Révolution. Les moines furent alors dispersés. En 1795, sa châsse fut exhumée et une relique du saint fut offerte à Dombasle-sur-Meurthe. Les pierres de l'abbaye détruite furent utilisées ultérieurement pour la construction d'un camp militaire.

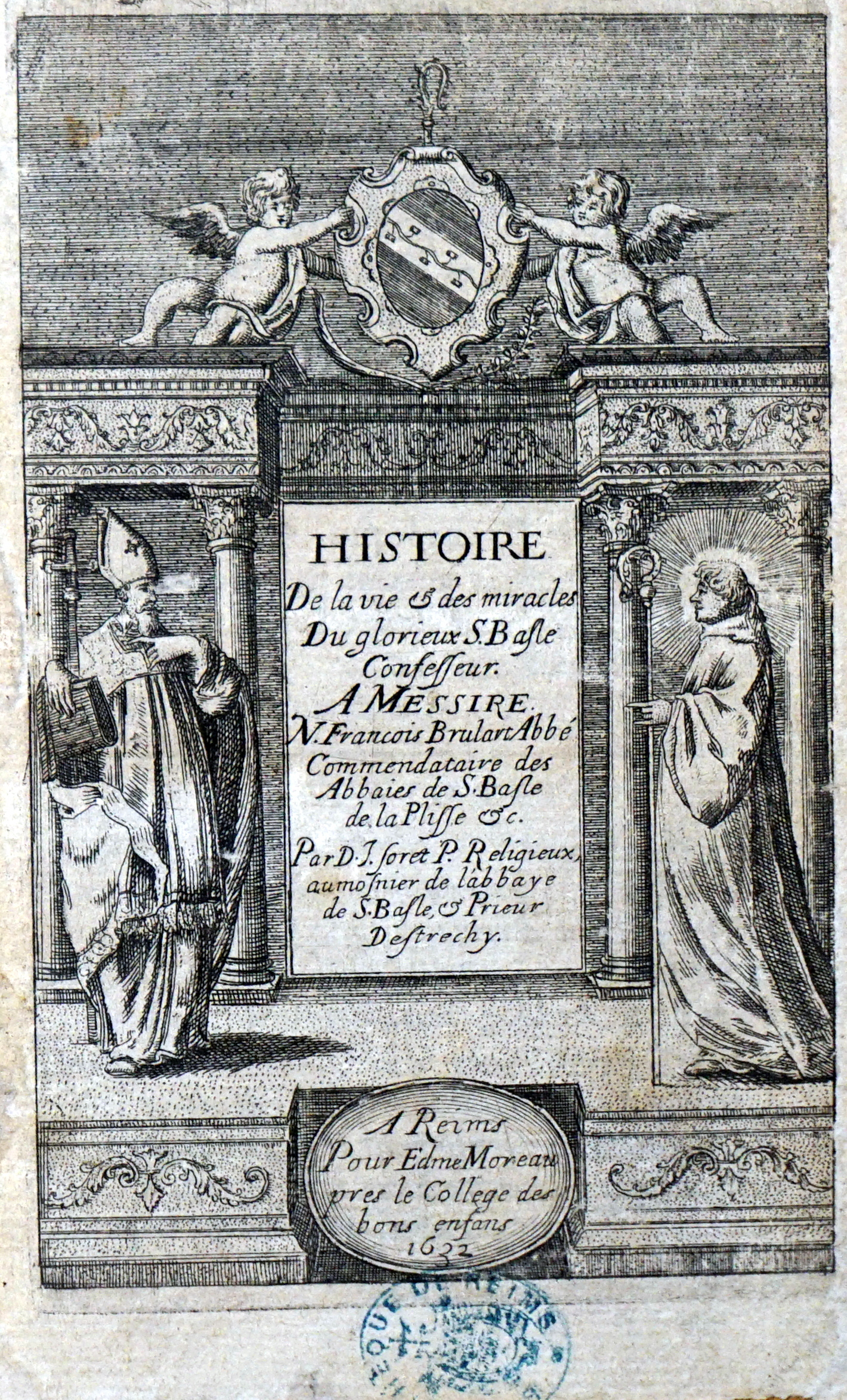
Une vie de St-Basle dédicacé à Nicolas Brulart de Sillery de 1632, il est alors abbé de Verzy, bibliothèque Carnegie (Reims).

Si le pèlerinage en hommage à saint Basle à Lignéville a encore perduré quelques années au XXe siècle, ainsi que son souvenir dans quelques édifices mineurs, la mémoire de ce saint évangélisateur de la Champagne et de la Lorraine semble actuellement presque complètement oubliée. 
Cependant, plusieurs villes de France portent son nom :
- Dombasle-en-Argonne
- Dombasle-en-Xaintois
- Dombasle-devant-Darney
- Dombasle-sur-Meurthe
- Saint-Baslemont
- Droupt-Saint-Basle

Un lieu-dit situé sur la commune marnaise de Bussy-le-Château porte son nom : le Mont de Saint-Basle.